# Сервал
Серва́л, или кустарниковая кошка (лат. Leptailurus serval), — хищное млекопитающее семейства кошачьих.

## Внешний вид
Сервал — стройная, длинноногая кошка средних размеров. Длина тела 90—135 см, высота в плечах до 40—65 см; весит взрослое животное от 8 до 18 кг. Сервал обладает самыми высокими ногами и самыми большими (относительно размеров тела) ушами среди кошачьих. Голова у него миниатюрная; хвост относительно короткий — 30—45 см.
По ряду морфологических особенностей сервал наиболее близок к рысям и каракалам, хотя окраской — тёмные пятна и полосы на желтовато-сером фоне — больше всего напоминает гепарда. Грудь, живот и морда у него белые. Уши с наружной стороны чёрные с жёлтыми или белыми поперечными пятнами.
Существуют различия в окраске разных географических рас сервала. Сервалы, живущие в степных и малолесистых районах, отличаются крупными пятнами на светлом фоне. Лесные сервалы — более тёмные, приземистые, и пятна у них мельче; прежде их выделяли в отдельный вид «серваловидных кошек» или сервалин. Переход между этими двумя типами плавный, в особенности там, где их ареалы соседствуют друг с другом. Так, в Уганде и Анголе попадались особи с крупными пятнами на тёмном фоне, а в Гвинее, Того и Эфиопии — с мелкими пятнами на светло-жёлтом фоне.
В горных областях Кении встречаются чёрные сервалы (меланисты); здесь они составляют до половины популяции. Белые сервалы с серебристо-серыми пятнами известны только в неволе.

## Распространение и подвиды
Сервалы распространены практически на всей территории Африки, исключая Сахару, леса экваториальной зоны и крайний юг материка (Капская провинция). К северу от Сахары (Алжир, Марокко) этот зверь сейчас крайне редок, но ещё достаточно обычен в Восточной и Западной Африке.
Насчитывают около 14 подвидов сервала:
1. Leptailurus serval serval — от Танзании до бывшей Капской провинции (ЮАР);
2. Leptailurus serval beirae — Мозамбик;
3. Leptailurus serval brachyura — Западная Африка, Сахель, Эфиопия;
4. Leptailurus serval constantina — Северная Африка (под угрозой исчезновения);
5. Leptailurus serval hamiltoni — восток бывшей провинции Трансвааль (ЮАР);
6. Leptailurus serval hindeio — Танзания;
7. Leptailurus serval ingridi — Намибия, южная Ботсвана, Зимбабве;
8. Leptailurus serval kempi — Уганда;
9. Leptailurus serval kivuensis — ДР Конго;
10. Leptailurus serval liposticta — северная Ангола;
11. Leptailurus serval lonnbergi — южная Ангола;
12. Leptailurus serval mababiensis — северная Ботсвана;
13. Leptailurus serval robertsi — запад бывшей провинции Трансвааль (ЮАР);
14. Leptailurus serval togoensis — Того, Бенин.

## Образ жизни и питание

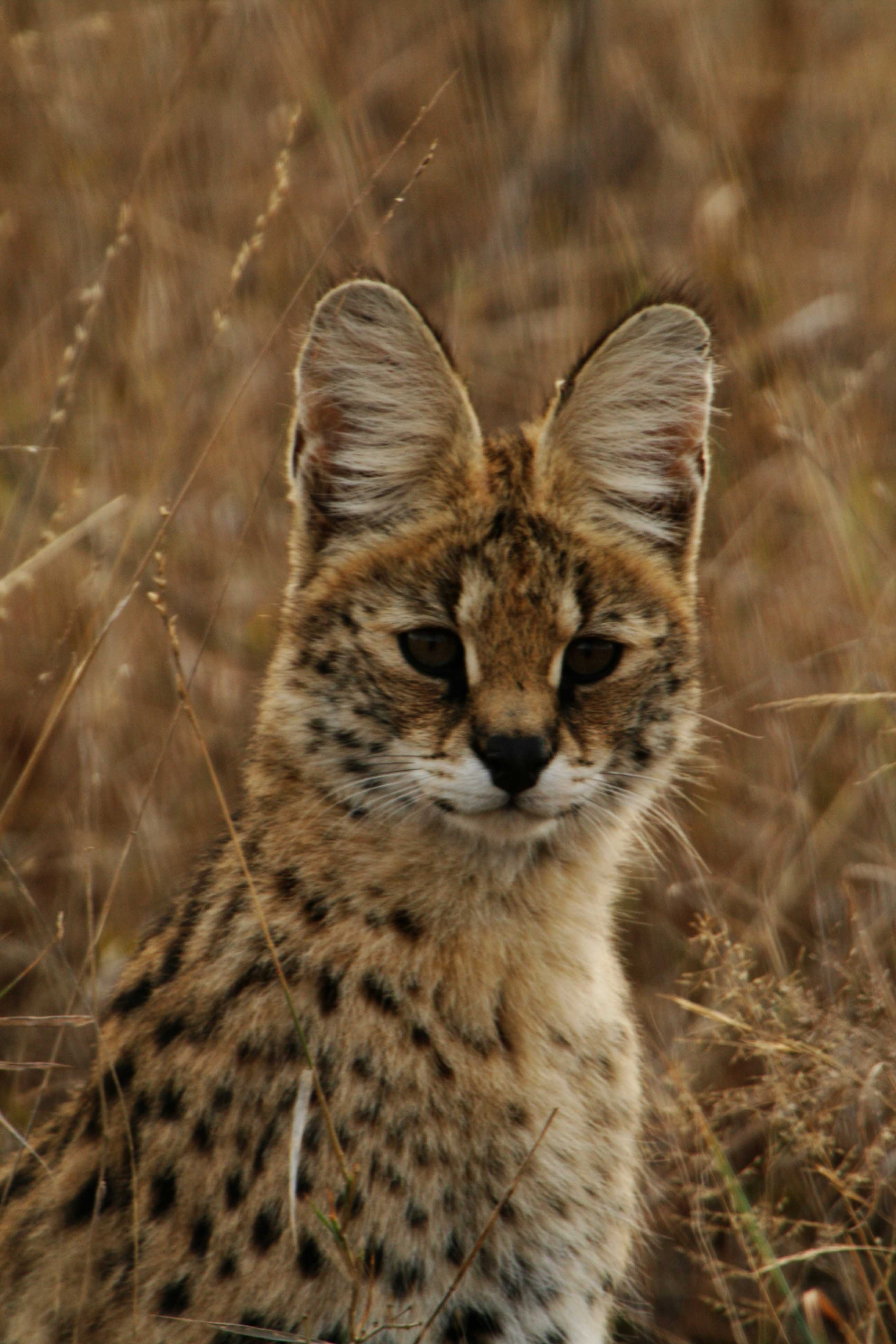
Сервал в Южной Африке

Сервалы населяют открытые пространства с кустарниковыми и травянистыми зарослями, селясь, как правило, неподалёку от воды. Они избегают пустынь, сухих равнин и влажных тропических лесов, держась на травянистых равнинах.
Сервалы, главным образом, сумеречные животные; пик их охотничьей активности приходится на 4—5 часов утра и 10—11 часов вечера. Их основной добычей становятся грызуны, зайцы, даманы и мелкие антилопы, а также фламинго, цесарки и другие птицы. Охотятся сервалы и на змей, в том числе ядовитых. Крупные уши и прекрасно развитый слух помогают им выслеживать грызунов и ящериц, а длинные конечности облегчают продвижение в высокой траве саванн и помогают смотреть поверх неё. Каждый фоторецептор воспринимает одновременно цвет, форму и движение.
Несмотря на длинные сильные ноги, сервал не может подолгу преследовать добычу. Его способ охоты схож с охотничьей тактикой другого кошачьего — каракала. Охотится сервал скрадом в высокой траве; при необходимости совершает большие вертикальные прыжки, сбивая взлетающих птиц. Грызунов сервал часто выкапывает, разрывая норы, а за древесными даманами забирается на деревья. Змею сервал старается оглушить ударами лап. Умеет плавать. Сервалы — очень эффективные охотники; в среднем 59 % их нападений заканчиваются поимкой добычи.
Сервалы ведут одиночный образ жизни. Стычки между ними редки. В случае опасности они предпочитают прятаться или спасаться бегством, совершая неожиданные прыжки или резко меняя направление бега, реже залезают на деревья.
Естественные враги сервала это леопард, боевой орёл, лев, гиена, гиеновидная собака.

## Размножение
Размножение у сервалов не приурочено к определённому времени года. Однако в южных областях ареала детёныши появляются, в основном, в феврале—апреле. Во время эструса самка и самец несколько дней охотятся и отдыхают вместе. Период беременности составляет 65—75 дней. Детёныши рождаются в старых норах трубкозубов или в гнёздах среди травы; в среднем в помёте — 2—3 котёнка. Мать кормит их молоком от 5 до 7½ месяцев. В годовалом возрасте они покидают мать и находят собственную территорию. Молодые самки живут с матерями дольше молодых самцов. Половозрелость у сервалов наступает в возрасте 18—24 месяцев.

## Статус популяции и охрана
Сервалы документируются в человеческой истории с древнеегипетских времён, когда они часто фигурировали как дары из Нубии. Ныне сервал является объектом промысла, так как его шкура идёт на меховые изделия; он также ценится в некоторых районах Африки из-за своего мяса. Истребляют его также из-за нападений на домашнюю птицу. Вследствие этого в густонаселённых районах Африки численность сервалов заметно упала. Северный подвид сервала занесён в Красную Книгу МСОП со статусом «вид, находящийся под угрозой» (Endangered). Но с 2019 года внесена поправка где написано, что популяция  Сервалов стабильна, многочислена и широко распространена. 
Сервалы входят во второе приложение CITES, как и любое другое дикое животное, но не относится к редким исчезающим видам.
Сервалы довольно легко приручаются и могут содержаться в неволе.

## Гибриды
Самцы сервалов могут спариваться с обычными домашними кошками, давая гибриды. Известны также гибриды сервалов с каракалами — сервикалы и каравалы. Гибриды с домашней кошкой называются «саванна».